# 대군사사마의
《대군사사마의지군사연맹》(중국어 간체자: 大军师司马懿, 军师联盟/虎啸龙吟, 정체자: 大軍師司馬懿, 軍師聯盟/虎嘯龍吟, 병음: Dà jūn shī sī mǎ yì/Jūn shī lián méng/Hǔ xiào lóng yín 다쥔스쓰마이, 쥔스롄멍, 후샤오룽인[*], The Advisors Alliance/GROWLING TIGER, ROARING DRAGON 더 어드바이저스 얼라이언스/그로링 타이거, 로링 드래곤[*])은 2017년 방송되었던 중국의 텔레비전 드라마이다.

## 소개
- 제갈량의 숙적이자 조조가 경계한 책사. 삼국지 최후의 승자, 사마의. 칠순의 나이에 최고 권력자 자리에 올라 끝없던 난세를 평정하고 삼국을 통일한 최후의 승자, 사마의를 재조명한 이야기

## 등장 인물

### 사마씨 일족

#### 사마씨 일문
사마의 - 우슈보

사마부 - 왕둥

사마사 - 샤오순야오

사마소 - 탄젠츠

사마방

사마랑

사마륜
사마의와 백령균의 아들(9남)

#### 사마씨의 여성들
장춘화 - 류타오

백령균 - 장쥔닝

왕원희
사마소의 부인, 왕랑의 손녀, 왕숙의 딸
하후휘
사마사의 부인
사마유
사마사의 장녀
사마영
사마사의 차녀

#### 그 외
소원
백령균의 시녀
후길
사마의의 집사

### 조위

#### 조씨 일족

##### 조씨 일문
조조 - 위허웨이

조비 - 리천

조예 - 류환

조방

조진

조상

조휴

조창

조식

조인

조홍

조충

조우

조조

조표

조환

##### 조씨의 여성들
견복 - 장즈시

곽조 - 탕이신

곽태후

변부인

청하공주
조조의 장녀
동향공주
조비의 딸
유씨
조방의 생모
겸가
조상의 부인

#### 조위의 신하

##### 하후씨 일족
하후돈

하후연

하후현

하후무

하후상

하후헌

하후패

##### 그 외 신하
허저

왕릉

종요

만총

장제

진군

진태

오질

서서

곽가

정욱

순유

하안

정밀

장합

장료

서황

등애

종회

곽회

장호

악침

유방

손자

가규

정의

손례

맹달

관균

잔잠

학소

비요

이풍

장집

급포

#### 그 외
벽사
조예의 내시
광택
조비의 내시
한림
조상의 내시
자야
등애의 부인

### 촉한

#### 유씨 일족
유비 - 왕보자오

유선

#### 유씨의 여성들
경소
이엄의 양녀

#### 촉한의 신하
제갈량 - 왕루오용

조운

진도

강유

황호

위연

마대

고상

관흥

장포

마속

왕평

오반

장완

양의

이엄

곽유지

### 동오
손권

육손

장소

주태

주연

주방

### 동한

#### 동한 황실
유협

#### 동한 황실의 여성들
대공주 - 위수신

소공주

동귀인

#### 동한의 신하들
양수 - 자이톈린

순욱 - 왕진쑹

양표

전육

최염

최신

장음

법건

이정

동승

유정

등현

#### 그 외
화타

방백

소주